# Northwest League
La Northwest League est une ligue mineure de baseball composée d'équipes situées dans le Nord-Ouest des États-Unis. Elle est classée au niveau A+, soit trois niveaux en dessous de la Ligue majeure de baseball. Chaque équipe est affiliée avec une franchise de Ligue majeure, permettant le développement de joueurs avant leur arrivée au plus haut niveau.

## Histoire
La ligue est la descendante de la Western International League, une ligue de niveau B qui se tient entre 1937 et 1951 (2e Guerre mondiale exclue) puis de niveau A entre 1952 et 1954. 
La Northwestern League comme on l'appelle aussi existe depuis 1901 sous divers formats et prend sa forme définitive en 1955. 
Les sept équipes qui participèrent à la première saison sont les Salem Senators, Eugene Emeralds, Yakima Bears, Spokane Indians, Tri-City Braves, Wenatchee Chiefs, et les Lewiston (Idaho) Broncs. Pour les 50 ans de la Ligue en 2004, cinq de ces équipes étaient toujours en activité. 

## Équipes de la saison 2023[1]
| Franchise               | Ville          | État                 | Stade (capacité)                 | Affilié à (depuis)               |
| ----------------------- | -------------- | -------------------- | -------------------------------- | -------------------------------- |
| Emeralds d'Eugene       | Eugene         | Oregon               | PK Park (4 000)                  | Giants de San Francisco (2010)   |
| AquaSox d'Everett       | Everett        | Washington           | Everett Memorial Stadium (3 682) | Mariners de Seattle (1995)       |
| Hops de Hillsboro       | Hillsboro      | Oregon               | Ron Tonkin Field (4 500)         | Diamondbacks de l'Arizona (2021) |
| Indians de Spokane      | Spokane Valley | Washington           | Avista Stadium (6 803)           | Rockies du Colorado (2015)       |
| Dust Devils de Tri-City | Pasco          | Washington           | Gesa Stadium (3 654)             | Angels de Los Angeles (2020)     |
| Canadiens de Vancouver  | Vancouver      | Colombie-Britannique | Nat Bailey Stadium (6 500)       | Blue Jays de Toronto (2003)      |

## Palmarès
| - 1960 : Yakima Valley - 1961 : Lewiston - 1962 : Wenatchee - 1963 : Yakima Valley - 1964 : Yakima Valley - 1965 : Tri-City - 1966 : Tri-City - 1967 : Medford - 1968 : Tri-City - 1969 : Rogue Valley - 1970 : Lewiston - 1971 : Tri-City - 1972 : Lewiston - 1973 : Lewiston - 1974 : Eugene - 1975 : Eugene - 1976 : Walla Walla - 1977 : Bellingham - 1978 : Grays Harbor - 1979 : Central Oregon |  | - 1980 : Bellingham et Eugene - 1981 : Medford - 1982 : Salem - 1983 : Medford - 1984 : Tri-City - 1985 : Everett - 1986 : Bellingham - 1987 : Spokane - 1988 : Spokane - 1989 : Spokane - 1990 : Spokane - 1991 : Boise - 1992 : Bellingham - 1993 : Boise - 1994 : Boise - 1995 : Boise - 1996 : Yakima - 1997 : Portland - 1998 : Salem-Keizer - 1999 : Spokane |  | - 2000 : Yakima - 2001 : Salem-Keizer - 2002 : Boise - 2003 : Spokane - 2004 : Boise - 2005 : Spokane - 2006 : Salem-Keizer - 2007 : Salem-Keizer - 2008 : Spokane - 2009 : Salem-Keizer - 2010 : Everett - 2011 : Vancouver - 2012 : Vancouver - 2013 : Vancouver - 2014 : Hillsboro - 2015 : Hillsboro - 2016 : Eugene - 2017 : Vancouver - 2018 : Eugene |  | - 2019 : Hillsboro - 2020 : Saison annulée en raison de la pandémie de Covid-19 - 2021 : Emeralds d'Eugene - 2022 : Emeralds d'Eugene - 2022 : Canadiens de Vancouver |